# キフジャパン
特定非営利活動法人キフジャパン（きふじゃぱん、略称：キフ、英: Koyamada International Foundation Japan、英語略称：KIF Japan）は、東京都新宿区に本部を置く特定非営利活動法人。東日本大震災の支援活動がきっかけで、2011年3月に発足。ロサンゼルスに国際本部を置く国際NGO「国際キフ機構」に加盟する唯一の国内組織。
目的は、世界平和、国際理解教育、持続可能な開発を促進するために、人道援助を提供し、グラスルーツで市民交流の国際関係を強化し、世界の青年と女性の才能を最大限に引き出すことによって、人々の生活の質を向上させること。 

## 概要
2011年3月11日の東日本大震災の時に、ロサンゼルスに拠点を置く非営利公益法人国際キフが南カリフォルニア付近で日系人やアメリカ人から寄付やファドレイジングなどで集めた義援金や支援物資を被災地に提供する。この支援がきっかけとなり、正式にキフジャパンが発足される。
これがきっかけで、継続的、定期的に青年を対象にしたグローバル人材育成事業を実施するため数名の地元の青年達と共にキフが宮城県、大阪府、宮崎県、鹿児島県、沖縄県に拠点が設置される。

## 理念とビジョン
基本理念は、⼈々と地球の豊かさのために国際協調すること。ビジョンは、豊かで持続可能な地球社会を実現するために、国際社会の課題に対して主に民間レベルで解決に向け貢献する。

## 事業とプロジェクト
主な事業は、国際青年リーダーシップ事業、国際ジェンダー事業、国際緊急支援事業、国際地域外交事業、国際環境保護事業、国際宇宙教育事業の６事業に分かれている。

### 国際地域外交事業
地⽅活性化や異⽂化の理解及び外国との相互理解を深める為、⻘年、⽂化、教育、経済、医療、スポーツ等の地域レベルでの草の根国際交流を推進。プロジェクトは、『サブナショナルX』。
姉妹都市国際交流活動の一環として、日本と海外の姉妹都市間の提携事業を⽀援する為、⽂化、⻘年、経済、教育等の民間交流事業を企画、開催。2019年に、全米国際姉妹都市協会・国際キフ機構・サンアントニオ市共催イベント「日本テキサス・リーダーシップシンポジウム」を、同市で実施。両国から、国の当局者、民間外交官、市長や議員、企業経営者、文化パフォーマー、学生などを含む250人以上の著名な方達が参加。2020年と2021年に、キフジャパン・キフアメリカ・日本青年会議所共催オンラインイベント「日米サブナショナル青年リーダーフォーラム」を日米６姉妹都市間で開催。

### 国際ジェンダー事業
国内外の⼥性を対象に、ジェンダー平等と⼥性のエンパワーメントを推進し、ジェンダーに基づく暴力を撤廃⽀援。プロジェクトは、『ガーディアン・ガールズ』。
『ガーディアン・ガールズ』
ガーディアン・ガールズ事業は、主に発展途上国の少⼥や⼥性を対象に、武道の訓練を通じて⼼技体をさらに磨きあげることにより、GBVを妨げ、撤廃すること。ガーディアン・ガールズ・インターナショナルが、各国で当事業と各プロジェクトを統括管理。国連人口基金（UNFPA）、世界空手連盟（WKF）、国際合気道連盟（IAF）とグローバル提携。
女性講演会
地方公共団体や教育機関と連携して主に女性を対象にした女性リーダーシップ講演会等を実施。鹿児島市にて、当市と共催で現地の女性関係者約300名の出席のもと、国際キフ機構のニア・ライト事務総長がジェンダー平等や女性リーダーシップ等について講演。 京都外国語大学にて、ニア・ライト事務総長が出演し、グローバル人材育成や女性エンパワメント等を講演。立命館大学にて、当大学生を対象にニア・ライト事務総長が、過去の経験話を踏まえて女性リーダーシップ等の講演会を実施。

### 国際緊急支援事業
国内外の地震や洪水等の自然災害時の人道援助、また紛争など危機的状況下の被災者を対象に教育物資の提供。プロジェクトは、『スターエンジェル・スクール』と『オペレーション・スターエンジェル』。
『オペレーション・スターエンジェル』
2011年3月の東日本大震災発生時、国際キフ機構と連携してアメリカのNPO、大学、個人などからの義援金を12万米ドル集め、被災県に全額寄付援助。
2018年7月の西日本豪雨発生時、西日本にて河川の氾濫や堤防の決壊による浸水、土砂災害が相次ぎ、岡山県では全半壊・浸水家屋の数は19日時点で少なくとも14,000棟。倉敷市真備町では7日朝までに小田川と支流の高馬川などの堤防が決壊し、広範囲が冠水。日米のキフで連携し、義援金や支援物資を被災者に提供。

### 国際青年リーダーシップ事業
次世代若者たちがグローバル社会でより一層活躍するため、在学生  を対象に国際講演会を開催。

### 国際環境保護事業
自然環境における野生生物と熱帯雨林及びそこに暮らす先住民の保護。
『アマゾン・ハビタット』
南米7カ国が含まれるアマゾン熱帯雨林の保全と再生、またそこに暮らす先住民族と生息する野生生物・動物の保護活動を促進。
『サファリ・ハビタット』
アフリカ大陸のサバナ地域に暮らす野生動物や先住民族の保護活動とサファリ体験のプロモーション支援。

### 国際宇宙教育事業
国内外の若者を対象に宇宙事業を通じてチームリーダーシップ育成支援及び相互の理解と友好関係を深化。
『スペースステラー・アカデミー』
宇宙をテーマにした活動を通じて相互の関心、情熱、理解を共有し、チームリーダーシップスキルを育成し、宇宙科学と技術の知識と経験を積むこと。

## 略歴
- 2011年（平成23年）
  - 東日本大震災支援の為、宮城県、福島県、岩手県に義援金と支援物資をアメリカから提供。
  - キフジャパン発足。
- 2012年（平成24年）
  - 駐日アメリカ大使館と「海兵隊イベント」共催。
  - 那覇商工会議所と「My Best Challenge With The Last Samurai」共催。
- 2013年（平成25年）
  - 岡山県立岡山城東高等学校にて、国連日本政府代表部公使による「国際教育理解講演会」共催。
  - イオンレイクタウンにて、イオンモール協賛「トークショー＆交流会」主催。
  - ウォルト・ディズニー・ジャパン社長の講演会「Disney Difference／ディズニーだからできる in 鹿児島」共催。
  - イオンモール幕張新都心にて、イオンモール協賛「トークショー＆交流会」主催。
  - 青年を対象に、東京、京都、岡山、福岡、鹿児島、沖縄にて「アメリカン・ナイト」共催。
- 2015年（平成27年）
  - 駐日コロンビア大使館大使公邸にて、当大使館と「コロンビアン・ナイト」共催。
  - 岡山県にて、県内高校生を対象に岡山県教育庁と「第1回グローバルワークショップ」共催。
  - 岡山大学と小山田真理事長の英語講演会「岡山からグローバルな舞台へ」共催。
- 2016年（平成28年）
  - 鹿児島市と「Be Global ～国際人として活躍するために～」共催。
  - 駐日アメリカ大使館にて、当大使館と「アメリカン・ダイアログ」共催。
- 2017年（平成29年）
  - 岡山にて、駐日イタリア大使館・総領事館と「イタリアン・ナイト」共催。
  - 立命館大学にて、「ニア・ライト講演会」共催
  - 特定非営利活動法人アムダと国際キフ機構がグローバル提携。
- 2019年（平成31年） 
  - 全米国際姉妹都市協会と国際キフ機構がグローバル提携。
  - 国際青年会議所と国際キフ機構がグローバル提携。
  - 全米国際姉妹都市協会・国際キフ機構・サンアントニオ市共催「日本テキサス・リーダーシップシンポジウム」が同市で開催。
- 2020年（令和2年 ）
  - ユニセフ教育基金『Education Cannot Wait（教育を後回しにはできない）』と国際キフ機構がグローバル提携。
- 2021年（令和３年） 
  - 公益社団法人日本青年会議所とキフジャパンがパートナーシップ協定を締結。
  - キフジャパン・日本青年会議所共催「日米サブナショナル青年リーダーフォーラム」を日米６姉妹都市間でオンライン開催。カルコンへ提言。
- 2022年（令和４年） 
  - 特定非営利活動法人として法人化。

## 国際本部（国際キフ機構）との関係
アメリカの非営利公益法人国際キフ機構は、ロサンゼルスに国際本部を置く国際NGO。
キフジャパンも含めて国際本部に加盟する各国の全国組織は、当該国・地域の法律に従い独立した非営利組織。
国際本部に加盟するプロセスとしては、国際本部と使命等に国際協調して当該国・地域において活動する為、申請した非営利組織が国際本部の「国際協定規約書」（Alliance Bylaw）に合意し、国際本部の加盟組織になるための条件を定めた国際本部の「国際加盟組織同意書」（Affiliate National Chapter）に署名し、最終的に国際本部より正式に承認されること。
大学
- 立命館大学
- 京都外国語大学
- 近畿大学
- 関西大学
- 岡山大学
- 西南学院大学
- 宮崎公立大学
- 沖縄国際大学

企業
- 三菱商事
- イオンモール
- 全日空
- ウォルト・ディズニー・ジャパン
- キャンホールディングス
- 指宿白水館

団体
- 日本野球機構
- 日米協会
- 商工会議所

など